# Ногайський район (Карачаєво-Черкесія)
Ногайський муніципальний район (ног. Ногай район
) — адміністративний район і муніципальне утворення у складі Карачаєво-Черкеської Республіки.
Адміністративний центр — селище Еркін-Шахар.

## Історія
Утворений 17 жовтні 2007 року (в результаті референдуму) в місці компактного проживання ногайців. До утворення району його територія входила в Адиге-Хабльський район.
Нова адміністративно-територіальна одиниця утворилася з 30% території Адиге-Хабльського району республіки. Площа Ногайського району складає близько 187 квадратних кілометрів або 1,3% території Карачаєво-Черкесії.

## Адміністративний поділ
До складу Ногайського району входять:
- Сільські поселення

1. Адиль-Халкське сільське поселення — аул Адиль-Халк
2. Ікон-Халкське сільське поселення — аул Ікон-Халк, аул Кизил-Тогай
3. Еркін-Халкське сільське поселення — аул Еркін-Халк
4. Еркін-Шахарське сільське поселення — селище Еркін-Шахар, аул Кубан-Халк
5. Еркін-Юртське сільське поселення — аул Еркін-Юрт, хутір Євсеєвський

## Населення
Національний склад населення:
| Народ               | Чисельність в 2010 році, чоловік | Частка в населенні району, % |
| ------------------- | -------------------------------- | ---------------------------- |
| Ногайці             | 11851                            | 76,72                        |
| Росіяни             | 1923                             | 12,45                        |
| Черкеси             | 474                              | 3,07                         |
| Абазинці            | 267                              | 1,73                         |
| Татари              | 166                              | 1,07                         |
| Карачаївці          | 162                              | 1,05                         |
| Азербайджанці       | 115                              | 0,74                         |
| Вірмени             | 63                               | 0,41                         |
| Українці            | 55                               | 0,36                         |
| Кумики              | 53                               | 0,34                         |
| інші національності | 371                              | 2,40                         |